# Crisi del teatro Dubrovka
L'attentato al teatro di Dubrovka è stato un sequestro avvenuto fra il 23 e il 26 ottobre 2002 a Mosca, nel quale vennero sequestrati e tenuti in ostaggio circa 850 civili da parte di un gruppo di 40 militanti armati ceceni che rivendicavano fedeltà al movimento separatista ceceno chiedendo il ritiro immediato delle forze russe dalla Cecenia e la fine della seconda guerra cecena.
Dopo un assedio durato oltre due giorni, le forze speciali russe Specnaz pomparono un misterioso agente chimico all'interno del sistema di ventilazione dell'edificio, provocando la morte di 129 ostaggi e di 39 combattenti ceceni e facendo poi irruzione. Altre stime portarono invece la morte dei civili ad un numero superiore alle 200 unità proprio dovute all'irroramento del Fentanyl (potente analgesico oppioide sintetico) o del gas nervino nella sala del teatro Dubrovka.
Ufficiosamente la stampa di quasi tutto il mondo negò qualsiasi responsabilità dello stesso presidente Vladimir Putin, altri invece gli imputarono fin dai momenti successivi alla tragedia la responsabilità della decisione di usare il Fentanyl.

## Il sequestro
Durante il secondo atto dello spettacolo teatrale Nord-Ost, in corso la sera del 23 ottobre 2002 nel teatro ubicato nell'area Dubrovka di Mosca, circa 42 membri di un commando composto principalmente da donne fece irruzione nel teatro prendendo in ostaggio circa 850 persone fra le quali anche un generale di polizia russo.
Alcune persone che al momento dell'irruzione si trovavano dietro alle quinte riuscirono a fuggire da una finestra aperta e allertarono la polizia. Le persone fuggite riportarono che circa la metà dei terroristi era composta da donne. Alcune conversazioni avute tramite telefoni cellulari con gli ostaggi rivelarono che i sequestratori erano armati di granate e altri tipi di esplosivi legati al corpo, ma soprattutto che i sequestratori avevano disposto diverse cariche esplosive nel teatro. La maggior parte di questi esplosivi, inclusi quelli indossati dalle donne, furono trovati più tardi dalle forze di polizia.

### Richieste
I sequestratori - capeggiati da Movsar Baraev, nipote di Arbi Baraev - minacciarono di uccidere gli ostaggi se le forze russe non si fossero ritirate immediatamente e senza condizioni dalla Cecenia, anche se inizialmente le autorità russe annunciarono che i terroristi avevano richiesto il pagamento di un'enorme cifra come riscatto.
Una videocassetta contenente la richiesta dei sequestratori entrò però in possesso dei media. Nel video, uno dei terroristi affermò la volontà di morire per la sua causa. Il video conteneva il seguente messaggio:
Secondo un esponente del Cremlino, Sergej Jastržembskij, "quando fu detto loro che il ritiro delle truppe era irrealistico in un breve periodo di tempo e che sarebbe stato un processo molto lungo, i sequestratori avanzarono la richiesta di ritiro delle truppe da tutta la repubblica cecena senza specificare in quale area fosse". Domandarono inoltre la fine dell'utilizzo di armi pesanti (artiglieria e forza aerea) in Cecenia e una dichiarazione pubblica fatta dal presidente russo in persona in cui si sarebbe impegnato a porre fine alla guerra in Cecenia.

### Lo stallo
La reazione degli spettatori all'interno del teatro alla notizia che lo stesso era sotto attacco terroristico non fu uniforme - alcune persone rimasero calme, alcune reagirono istericamente e altre svennero. La situazione nella sala era nervosa e cambiava frequentemente in base al comportamento dei sequestratori, come riportato dai media. Ogni tipo di disinformazione causava disperazione fra gli ostaggi e nuove aggressioni fra i terroristi che minacciavano di sparare agli ostaggi e di far esplodere l'edificio.

#### 23 ottobre
Circa 15 bambini e un uomo con problemi cardiaci furono rilasciati dai sequestratori il primo giorno. Una donna ventiseienne, Ol'ga Romanova, riuscì a sorpassare il cordone di sicurezza disposto dalla polizia ed entrò nel teatro. Affrontò i terroristi ed esortò gli ostaggi ad opporsi ai sequestratori, che scambiandola per un agente dell'FSB, ossia dei servizi segreti russi, le spararono, uccidendola. Il suo corpo fu recuperato più tardi da un team medico.

#### 24 ottobre
Il Consiglio di Sicurezza delle Nazioni Unite richiese l'immediato e incondizionato rilascio di tutti gli ostaggi. Il governo russo offrì la possibilità ai terroristi di lasciare la Russia per un altro paese evitando una strage. I sequestratori chiesero inoltre la presenza sul luogo dell'assedio della Croce Rossa Internazionale e di Medici senza frontiere per dirigere le trattative. Il colonnello dell'FSB Konstantin Vasil'ev tentò di entrare nel teatro, ma fu ucciso dai sequestratori non appena si avvicinò all'edificio.
Figure politiche e pubbliche conosciute quali Aslambek Aslachanov, Iosif Kobzon, Irina Chakamada, Boris Nemcov e Grigorij Javlinskij presero parte nelle trattative con i terroristi. L'ex presidente dell'Unione Sovietica Michail Gorbačëv annunciò la sua volontà di intervenire come intermediario nel corso delle trattative. Trattative per il rilascio di cittadini non russi furono condotte da varie ambasciate e i sequestratori promisero di rilasciare tutti gli ostaggi stranieri.
Secondo quanto affermato dall'FSB, 39 ostaggi furono liberati il 24 ottobre 2002. I sequestratori dichiararono che erano pronti a rilasciare 50 ostaggi se Achmad Kadyrov, il capo dell'amministrazione cecena, si fosse presentato al teatro. Si rivolsero anche al presidente Vladimir Putin, chiedendo di interrompere le ostilità in Cecenia e di evitare di attaccare l'edificio.

#### 25 ottobre
Durante la giornata, ancora, furono diverse le persone che presero parte alle trattative con i sequestratori: Sergej Govoruchin, Mark Franchetti, Evgenij Primakov, Ruslan Aušev e Anna Politkovskaja, giornalista nota per il suo impegno contro la corruzione, che sarebbe stata assassinata nel 2006; i terroristi chiesero di negoziare con tutti i rappresentanti di Vladimir Putin. I sequestratori accettarono di rilasciare 75 cittadini stranieri in presenza dei rappresentanti diplomatici dei rispettivi stati. Tuttavia, le autorità russe insistettero perché i terroristi non separassero gli ostaggi in gruppi di stranieri e cittadini russi. Rilasciarono poi 8 bambini senza condizioni.
Un gruppo di medici russi, fra i quali Leonid Rošal', entrò nel teatro per portare medicine agli ostaggi. Alcuni giornalisti del canale televisivo NTV registrarono un'intervista con Movsar Baraev, dove annunciò che avrebbe potuto rilasciare tutti i bambini entro la mattinata successiva.
Alle 21:55, quattro ostaggi - cittadini azeri - furono rilasciati, portando il numero totale degli ostaggi liberati quel giorno a 19. Secondo quanto stabilito con i sequestratori, i cittadini degli Stati Uniti d'America e del Kazakistan sarebbero stati liberati la mattinata successiva.
Gennadij Vlach, a cui fu presumibilmente detto che suo figlio era fra gli ostaggi, attraversò la piazza correndo cercando di guadagnare l'entrata del teatro. Suo figlio sembra non fosse presente all'interno del teatro, mentre lui fu ucciso dai sequestratori. Dieci minuti più tardi, un altro uomo fu visto dirigersi nella stessa direzione, ma ritornò illeso.
Attorno a mezzanotte, un ostaggio tentò di colpire una donna presente nel commando con una bottiglia. L'ostaggio corse lungo il fondo del teatro in direzione di una delle donne seduta accanto ad un congegno esplosivo. Uno dei membri del commando cercò di colpirlo con un proiettile, mancandolo e ferendo gravemente altri due ostaggi, Tamara Starkova e Pavel Zacharov, che furono evacuati dall'edificio poco dopo.

#### 26 ottobre: intervengono le forze speciali
Durante la notte, Achmed Zakaev fece appello ai sequestratori chiedendo loro di evitare mosse sconsiderate. Due membri delle forze speciali OMON furono feriti da una granata lanciata dall'edificio.
La mattina del 26 ottobre 2002, le forze speciali russe Osnaz dei servizi segreti russi (FSB), con l'assistenza delle unità Sobr del Ministero dell'Interno, avanzarono prendendo d'assalto l'edificio. Membri delle forze mediche presenti sul luogo riportarono che le operazioni di assalto si erano scatenate quando i sequestratori avevano iniziato a sparare sugli ostaggi.
In assenza di una qualsiasi inchiesta successiva, lo svolgersi degli eventi rimane poco chiaro e si basa sulle informazioni ricevute da testimoni oculari.
Verso le 5 del mattino, il riflettore che illuminava l'entrata principale del teatro fu spento. L'ostaggio Anna Andrianova, una corrispondente per Moskovskaja Pravda, chiamò gli studi radio dell'emittente Eco di Mosca e riferì in diretta che le forze avevano iniziato l'operazione di assalto pompando gas all'interno della sala:
Inizialmente si ipotizzò che il gas pompato all'interno dell'edificio fosse un anestetico - più tardi venne riportato essere Fentanyl, utilizzato come arma attraverso il sistema di condizionamento dell'edificio. Dopo circa 20 minuti dall'inizio dell'immissione della miscela gassosa nell'edificio, una donna uscì dall'entrata principale. A causa dell'accaduto i soldati prolungarono per altri 40 minuti il pompaggio del gas in modo da essere sicuri che tutti i sequestratori fossero addormentati. Alle 6 del mattino scattò l'assalto al teatro. Le forze speciali entrarono attraverso numerosi accessi, compreso il tetto e le fogne.
Il raid fu preceduto dal rumore di sporadici colpi di arma da fuoco e da alcune esplosioni provenienti dal teatro. All'interno, divenne chiaro, sia ai sequestratori sia agli ostaggi, che una sostanza gassosa era stata immessa nell'edificio. Alcuni sequestrati riportarono che diverse persone presenti nella sala erano cadute in un sonno profondo, mentre alcuni sequestratori furono costretti a indossare maschere antigas.
Dopo circa un'ora e mezza di sporadici combattimenti, i soldati delle forze speciali aprirono le porte principali del teatro ed entrarono nell'auditorium uccidendo i sequestratori ancora presenti, inclusi quelli colpiti precedentemente dall'effetto del gas (soprattutto donne con detonatori).
Il combattimento continuò in altre aree dell'edificio per circa 30 minuti. Versioni iniziali sostenevano che tre terroristi erano stati catturati vivi, ma che due di essi fossero riusciti a scappare. Al maggio 2007, il destino di dieci dei terroristi rimane sconosciuto.

### Il caos dei soccorsi
Alle 7:00 del mattino i team di soccorritori iniziarono a portare i corpi degli ostaggi fuori dall'edificio. I corpi furono disposti in file sul marciapiede dell'entrata principale del teatro, esposti a pioggia e neve. In breve tempo, l'intera area fu riempita da corpi di persone morte e da quelle vive ancora prive di sensi a causa del gas. Diverse ambulanze furono costrette ad aspettare decine di minuti per ottenere il permesso di attraversare il cordone di sicurezza.
I corpi degli ostaggi deceduti furono collocati in due autobus parcheggiati al teatro. Tuttavia, notizie iniziali non riportavano nulla riguardo a vittime fra gli ostaggi. Alcuni funzionari si recarono dai parenti degli ostaggi comunicando l'assenza totale di vittime fra i sequestrati. Un deputato del ministero per gli affari interni, Vladimir Vasil'ev annunciò che le forze speciali erano state obbligate a scatenare il blitz nel teatro dopo che alcuni ostaggi avevano tentato la fuga.
Il primo rapporto ufficiale che parlava di vittime fra gli ostaggi risale alle 9 del mattino. A dispetto della morte di 5 bambini comunicata dal personale medico, l'annuncio sosteneva la mancanza di bambini fra i deceduti. Le autorità intanto non comunicavano nulla circa l'uso d'agenti chimici nel raid.
Alle 13:00 Vladimir Vasil'ev comunicò in una conferenza stampa che 67 persone erano decedute, ma ancora non menzionava la morte di alcun bambino. Confermava l'uso di uno speciale agente chimico utilizzato dalle forze speciali e che 30 terroristi erano stati catturati vivi nell'area attorno al teatro e in altre parti della città. Più tardi, il governo affermava che tutti i terroristi erano stati uccisi, inclusa una donna non cosciente uccisa all'esterno del teatro da una donna indossante un'uniforme dell'FSB.
Guardie armate furono assegnate negli ospedali dove le vittime erano state trasportate e ai medici fu ordinato di non rilasciare nessuno dei pazienti provenienti dal teatro per il timore che qualche terrorista si fosse nascosto fra i pazienti. I sopravvissuti furono isolati da ogni tipo di comunicazione con l'esterno e ai loro parenti non fu permesso di entrare negli ospedali; in molti casi il governo rifiutò di informare le famiglie in quali ospedali della zona fossero ricoverati i loro parenti.

### Conseguenze
Almeno 33 terroristi e 129 ostaggi morirono durante il raid o nei giorni successivi. Il presidente della commissione sanitaria russa Andrej Selcovskij annunciò che uno degli ostaggi uccisi nel raid morì per effetto del gas piuttosto che a causa delle ferite da arma da fuoco.
La causa di morte segnalata per tutti gli ostaggi era la stessa: terrorismo. Circa 700 ostaggi furono avvelenati da gas, e molti di loro divennero invalidi di seconda e terza categoria. 12 persone soffrirono di parziali o totali problemi cardiaci. 69 bambini rimasero orfani e diverse persone delle forze speciali rimasero avvelenate dal gas durante il blitz.
Il presidente russo Vladimir Putin, durante un'apparizione televisiva del 26 ottobre, difese il blitz affermando che "il governo aveva fatto l'impossibile, salvando centinaia, centinaia di persone". Chiese perdono per non essere riusciti a salvare più ostaggi e dichiarò il lunedì successivo giorno di lutto nazionale per commemorare le persone morte.
Le forze di sicurezza giustificarono l'uso del Fentanyl per la massiccia presenza di sequestratori armati con esplosivi e sparsi in ogni zona dell'edificio. Le forze speciali temevano che se i terroristi avessero avuto il sentore di essere sotto attacco, avrebbero ucciso gli ostaggi o, peggio ancora, avrebbero tentato di far detonare l'esplosivo piazzato nella struttura. Riguardo all'uccisione di ogni terrorista privo di sensi da parte delle forze speciali, un soldato degli spetsnaz gruppo Alpha dichiarò ai media:
Nell'aprile 2007, l'avvocato Igor' Trunov, riferì che la Corte Europea dei diritti dell'uomo aveva finalmente preso in considerazione le proteste avanzate nel 2003 da 58 familiari delle vittime contro il governo russo. Trunov aggiunse che non solo i cittadini russi, ma anche alcuni cittadini di Ucraina, Paesi Bassi e Kazakistan, parteciparono alla denuncia alla corte di Strasburgo.
Sempre nell'aprile 2007, Tat'jana Karpova, vice presidente dell'organizzazione Nord-Ost fondata da ostaggi e familiari delle vittime, chiese una nuova indagine criminale. Sostenne il fallimento delle autorità russe nell'adempiere ai propri obblighi riguardo al diritto alla vita. Mise inoltre in evidenza che "abbiamo prove che a 69 feriti non furono garantite cure mediche" e che "l'80% degli ostaggi sopravvissuti sono potenziali invalidi, inclusi rischi di futuri problemi oncologici e la possibilità che donne avvelenate dal gas possano in futuro partorire bambini con difetti fisici".

## Vittime
| Nazionalità | Morti |
| ----------- | ----- |
| Russia      | 121   |
| Ucraina     | 3     |
| Armenia     | 1     |
| Bielorussia | 1     |
| Austria     | 1     |
| Paesi Bassi | 1     |
| Kazakistan  | 1     |
| Stati Uniti | 1     |
| Totale      | 130   |

## Inchiesta ufficiale
L'inchiesta che il pubblico ministero di Mosca effettuò per tre anni e mezzo non riuscì a fornire informazioni circa l'agente chimico che uccise gli ostaggi, il possibile antidoto all'agente, il numero di ostaggi rilasciati, il numero di terroristi che hanno assaltato il teatro e i nomi degli ufficiali che presero la decisione del blitz. Gli ostaggi confermarono di aver contato 54 terroristi, mentre secondo le versioni ufficiali soltanto 40 sequestratori erano nell'edificio.
Il 1º giugno 2007 arrivò la notizia che l'indagine ufficiale era stata sospesa. La motivazione fornita fu che il colpevole non era stato identificato.

## Effetti a lungo termine
Gli attacchi spinsero Vladimir Putin a stringere la morsa in Cecenia. Le agenzie di stampa del governo russo riportarono che 30 ribelli ceceni furono uccisi in una battaglia nei pressi di Groznyj il 28 ottobre 2002 e Putin, in seguito alle attività terroristiche, annunciò delle misure adeguate alla minaccia. L'offerta di una trattativa incondizionata con la Russia, avanzata dal presidente Maskhadov, fu rigettata dal ministro degli esteri russo Sergej Lavrov, che paragonava una simile trattativa ad una negoziazione similare dell'Europa con Osama bin Laden.
La Russia accusò inoltre Akhmed Zakayev, diplomatico ceceno e associato a Aslan Maskhadov, di coinvolgimento. Durante una sua visita in Danimarca per un congresso nell'ottobre 2002, i russi chiesero il suo arresto e la sua estradizione. Fu trattenuto in Danimarca per oltre un mese, ma fu rilasciato dopo che le autorità danesi affermarono che non vi erano prove sufficienti. Il 7 dicembre 2002 Zakayev chiese asilo politico a Londra. Le autorità inglesi lo arrestarono, ma fu rilasciato a seguito del pagamento di una cauzione di oltre cinquantamila sterline. Il percorso per la sua estradizione proseguì, ma il 13 novembre 2003 un giudice britannico rigettò la richiesta di estradizione russa, definendolo una figura motivata politicamente e a rischio di tortura. Il 29 novembre gli venne garantito asilo politico in Gran Bretagna.
Il 1º novembre 2002 la Duma approvò nuove restrizioni sulla stampa russa per eventi riguardanti il terrorismo; restrizioni che ricevettero, come previsto, ampia approvazione anche dalle camere superiori e dal presidente Putin stesso. La stessa Duma rifiutò poi una proposta avanzata dall'unione delle forze liberali per creare una commissione incaricata di verificare e di indagare le azioni governative tenute durante l'assedio al teatro. Questa nuova condotta fece tornare in Russia il timore che Putin stesse sistematicamente prendendo il controllo dei media.
Nel 2003 l'organizzazione umanitaria Human Rights Watch denunciava un aumento delle barbarie perpetrate dalla polizia russa verso la popolazione cecena.

## Nella cultura
Nel 2020 è stato presentato alla 77ª Mostra internazionale d'arte cinematografica di Venezia il film Konferencija di Ivan Tverdovskij che ripercorre alcuni momenti del sequestro. Inoltre, il prologo del film Tenet del regista inglese Christopher Nolan - incentrato sull’assedio del teatro dell’opera di Kiev - è indirettamente ispirato ai tragici eventi del 2002.